# Laosz hadereje
Laosz hadereje a szárazföldi erőkből, a légierőből és a folyami flottillából áll.

## Fegyveres erők létszáma
- Aktív: 29 000 fő
- Szolgálati idő a sorozottaknak: 18 hónap

## Szárazföldi erők
Létszám
25 600 fő
Állomány
- 7 önálló dandár
- 1 harckocsi zászlóalj
- 5 tüzér osztály
- 3 műszaki ezred

Felszerelés
- 25 db harckocsi (T–54, T–55)
- 10 db közepes harckocsi (PT–76)
- 50 db páncélozott szállító jármű
- 80 db vontatásos tüzérségi löveg

## Légierő
Létszám
3500 fő
Állomány
- 2 közvetlen támogató század
- 1 szállító repülő század
- 1 helikopteres század

Felszerelés
- 24 db harci repülőgép (MiG–21)
- 10 db szállító repülőgép
- 27 db szállító helikopter

## Folyami flottilla
Létszám
600 fő
Hadihajók
- 16 db járőrhajó